# ناحیه نوشهره

منطقه زردرنگ شهرستان نوشهره در داخل ایالت خیبر پختونخوا است.

نوشَهره (به اردو: نوشهره) نام یک شهرستان در ایالت خیبر پختونخوا پاکستان است.
این شهرستان جزئی از منطقه کلان‌شهری پیشاور به‌شمار می‌آمد.
شهرستان نوشهره ۴۷ شورای اتحادیه‌ای و ۵ کرسی استانی دارد.
مرکز شهرستان نوشهره شهر نوشهره است.
جمعیت شهرستان ۸۷۴٬۳۷۳ نفر است. ۹۹ درصد مردم این شهرستان مسلمان و ۹۱ درصد پشتوزبان‌اند.
خوشحال‌خان خَتَّک (۱۶۸۹–۱۶۱۳) معروفترین شاعر در دوران آغازین ادبیات پشتو زادهٔ منطقهٔ نوشهره است.